# Petkova mošeja, Delhi
Masdžid-i-Džehan-Numa (perzijsko مسجدِ جهان نما), splošno znana kot Petkova mošeja v Delhiju, je ena največjih mošej v Indiji.
Zgradil jo je mogulski cesar Šah Džahan med letoma 1644 in 1656, slovesno pa jo je odprl njegov prvi imam Syed Abdul Ghafoor Šah Bukhari. Stoji v mogulski prestolnici Šahdžahanabad (danes Stari Delhi) in je služila kot cesarska mošeja mogulskih cesarjev do propada leta 1857. Petkova mošeja je veljala za simbolično gesto islamske moči po vsej Indiji, daleč v kolonialno dobo. Bila je tudi mesto političnega pomena v več ključnih obdobjih britanske vladavine. Še vedno se aktivno uporablja in je ena najbolj ikoničnih mest v Delhiju, tesno povezana z etosom starega Delhija.

## Imena
Mošeja ima dve imeni. Starejša, ki jo je podaril šah Džahan, je Masdžid-i-Džehān-Numā, interpretirana kot »mošeja, ki odseva ves svet«, verjetno aluzija na Džām-e-Džehān Numā. Druga pogostejša mošeja je Jāmā Masjid (urdujsko جامع مسجد‎, iz arabščine pomeni »kongregacijska ali Petkova mošeja«), ki se je pojavila med navadnim prebivalstvom. Izraz 'Jama Masjid' ni edinstven za to mošejo; od 7. stoletja se uporablja za označevanje skupnostne mošeje ali petkove mošeje, zato mnoge po svetu nosijo to ime in njene različice.

## Lokacija
Mošeja stoji v zgodovinskem mestu Šahdžahanabad, danes znanem kot kraj Stari Delhi. Nasproti mošeje sta Rdeča trdnjava in mošeja Sunehri. Kot eno od središč starega Delhija je Petkova mošeja obkrožena z različnimi trgovskimi središči, kot so zgodovinski Čandni Čovk, grobnica Abul Kalama Azada in cerkev sv. Jakoba. Je ena najstarejših cerkva v Delhiju, znana po svoji čudoviti arhitekturi in zgodovinskem pomenu. Indijski aktivist za neodvisnost, je v bližini mošeje.

## Zgodovina

### Gradnja in mogulska doba
Mogulski cesar Šah Džahan je med letoma 1650 in 1656 zgradil Petkovo mošejo na najvišji točki Šahdžahanabada. Mošejo je zasnoval Ustad Ahmad Lahori, ki je umrl leta 1649, preden se je začela gradnja. Kasneje jo je dokončal arhitekt Ustad Khalil, zgradilo pa jo je približno 5000 delavcev. Delovna sila je bila raznolika, sestavljali so jo Indijci, Arabci, Perzijci, Turki in Evropejci. Gradnjo sta nadzirala predvsem Sadulah Khan, Vazir (ali predsednik vlade) med vladavino Šah Džahana, in Fazil Khan, nadzornik Šah Džahanovega gospodinjstva. Stroški gradnje so takrat znašali deset lakh (en milijon) rupij. Mošejo je 23. julija 1656 slovesno odprl Syed Abdul Ghafoor Šah Bukhari iz Buhare v današnjem Uzbekistanu. Šah Džahan ga je povabil, da postane Šahi Imam (kraljevi imam) mošeje.
Mošeja je bila eden zadnjih spomenikov, zgrajenih pod Šah Džahanom. Po dokončanju je služila kot kraljeva mošeja cesarjev do konca mogulskega obdobja. Khutbo je mogolski cesar recitiral med petkovo opoldansko molitvijo in s tem uzakonil svojo vladavino. Mošeja je bila torej simbol mogulske suverenosti v Indiji in je imela politični pomen. Bila je tudi pomembno središče družabnega življenja za prebivalce Šahdžahanabada, ki je zagotavljalo prostor, ki je presegal razredno ločnico za interakcijo različnih ljudi.

### Britanska Indija
Britanci so prevzeli Šahdžahanabad leta 1803. Mogulski cesar je ostal obredni cesarski vodja mošeje, vendar sta mogulska moč in pokroviteljstvo močno upadla. Začetna politika Britancev v mestu je bila naklonjena njegovim prebivalcem; Britanci so se lotili popravil in celo prenove mošeje. Mošeja je še naprej služila kot mesto družbenega in političnega diskurza, v skladu z drugimi mošejami v Delhiju v tistem času; med muslimani in kristjani so na primer potekale teološke in filozofske razprave.
Upor leta 1857 je bil velika prelomnica v tej situaciji. Ta dogodek je povzročil smrt številnih Britancev v mestu in oslabil kolonialno oblast, kar je Britance globoko užalilo.] Prav tako je končalo Mogulsko cesarstvoj. Britanci so razumeli, da so upor spodbudili muslimani, ki so delovali v mošejah v Delhiju. Potem ko so Britanci istega leta ponovno osvojili mesto, so porušili številne mošeje in prepovedali kongregacijo muslimanov v vseh preostalih mošejah. Petkova mošeja je v tem času padla v britansko zaplembo in je bila prepovedana vsakršna verska uporaba. Večkrat je veljala za uničenje, vendar so jo Britanci sčasoma začeli uporabljati kot vojašnico za svoje sikovske in evropske vojake. To je bilo skrunitev prostora; Aziz odločitev označuje za namerno, da bi užalil čustva muslimanskih prebivalcev mesta.
Mošeja je bila nazadnje vrnjena muslimanskemu prebivalstvu leta 1862 zaradi njihove vse večje ogorčenosti nad britanskimi dejanji. Uvedenih je bilo več pogojev, vključno z uporabo kot strogo verskega mesta, pa tudi z obveznim nadzorom Britancev. Upravni odbor Petkove mošeje (JMMC), ki so ga sestavljali spoštovani muslimani iz Delhija, je bil ustanovljen kot uradni organ, ki je zastopal mošejo in uveljavljal te pogoje.{Sfn|Aziz|2017|p=24-27}}
Po vrnitvi je bila Petkova mošeja ponovno vzpostavljena kot mošeja. Čeprav je bila mogulska država razpuščena, je mošeja prejela pokroviteljstvo različnih regionalnih islamskih vladarjev in plemičev. Leta 1886 je Nawab iz Rampurja podaril veliko vsoto 1.55.000 rupij za olajšanje popravil. Leta 1926 je bila donacija Nizama iz Hyderabada v višini 1.00.000 rupij uporabljena za podobne namene.
Naraščajoči nemiri proti britanski vladavini se kažejo v mošejah v Delhiju od leta 1911. Petkova mošeja je bila pogosto uporabljena v neverske, politične namene, v nasprotju z uvedenimi pravili. Medtem ko so Britanci lahko izvajali nadzor in zatirali politične dejavnosti v javnih prostorih, je bila mošeja verski prostor in je bila zato zaščitena pred takšnimi dejanji tako z zakonom (Zakon o verskih ustanovah, 1863) kot z občutki Delhija. Hindujci so se pogosto zbirali z muslimani v mošeji, da bi izrazili protikolonialno solidarnost, kljub tlečim napetostim med skupnostmi v kolonialnem obdobju.

### Postkolonialno obdobje
Po osamosvojitvi je mošeja ostala politični simbol. Indijski aktivist za neodvisnost Abul Kalam Azad je imel govor s prižnice med petkovo molitvijo 23. oktobra 1947. Delitev Indije je bila v teku, kar je povzročilo množična gibanja prebivalstva v Delhiju. Azad je prosil muslimane v Delhiju, naj ostanejo v Indiji in jih poskušal prepričati, da je Indija še vedno njihova domovina.
Leta 1948 je bil zadnji nizam iz Hiderabada, Asaf Džah VII., zaprošen za donacijo 75.000 rupij za popravilo ene četrtine tal mošeje. Nizam je namesto tega odobril 3.00.000 rupij, pri čemer je izjavil, da preostale tri četrtine mošeje ne bi smele izgledati stare.
Mošeja je služila kot pomembno mesto v zvezi z zloglasnim skupnim sporom mošeje Babri. Abdullah Bukhari, takratni šahi imam Petkove mošeje, je imel leta 1986 v mošeji več govorov, v katerih je obsodil politično podporo, ki je bila dana hindujski stvari, in mobiliziral muslimanska čustva. V enem primeru je to sprožilo nemire in spopade v starem Delhiju. Leta 1987 je bila Petkova mošeja izhodišče velikega mirnega protesta v zvezi s sporom glede mošeje Babri. Dne 28. maja 1987, sredi naraščajočih skupnih napetosti in nemirov po vsej Indiji, je imam mošejo zaprl in jo okrasil s črno tkanino, ki je simbolizirala muslimansko zamero nad takratnimi vladnimi dejanji. Odločitev je bila med islamskim vodstvom zelo sporna.

## Moderna doba
Petkova mošeja služi kot glavna mošeja v Delhiju in ima večinoma kongregacijsko funkcijo. Muslimani mesta se tradicionalno zbirajo tukaj, da opravijo skupno petkovo molitev, pa tudi za velike praznike, kot je Eid. Mošeja je tudi velika turistična atrakcija in z obiski tujcev ustvari precejšen znesek prihodka.
Funkcija mošeje kot avtonomnega političnega prostora se je nadaljevala tudi v moderni dobi. Na primer, leta 2001 (po napadih 11. septembra) je bila mošeja prizorišče protesta proti bombnim napadom ZDA v Afganistanu. Leta 2019 so na mestu izbruhnili množični protesti zaradi kontroverznega zakona o spremembah državljanstva.

### Prenova
Leta 2006 so poročali, da mošejo nujno potrebujejo popravilo, po katerem je kralj Savdove Arabije Abdulah ponudil plačilo zanjo. Imam je dejal, da je prejel ponudbo neposredno od saudskih oblasti, vendar jih je prosil, naj se obrnejo na indijsko vlado. Vendar pa je višje sodišče v Delhiju dejalo, da ta zadeva nima »pravne svetosti«, zaradi česar imam nima »posebnih pravic«.
Projekt, katerega cilj je bila prenova Petkove mošeje in njene okolice, je ostal neizveden od zgodnjih 2000-ih zaradi številnih administrativnih in logističnih ovir.

### Eksplozije v Jama Masjid leta 2006
14. aprila 2006 sta bili dve eksploziji, ki sta prišli kmalu po petkovi molitvi in sta se zgodili v hitrem zaporedju. Ni jasno, kako je prišlo do eksplozij. Med poškodovanimi je eden v hudem stanju, osem ljudi pa je utrpelo lažje poškodbe. Imam Ahmed Bukhari je komentiral: »Med našimi ljudmi je jeza, vendar jih pozivam, naj ostanejo mirni.«

### Napad Jama Masjid leta 2010
15. septembra 2010 sta bila dva tajvanska turista ranjena, potem ko so strelci na motorju streljali na avtobus, parkiran blizu vrat številka tri mošeje. Po napadu je policija pridržala 30 ljudi, da bi jih zaslišala, območje pa je bilo spremenjeno v trdnjavo, ker so bili policisti močno razporejeni.
Novembra 2011 je policija v Delhiju aretirala šest pripadnikov indijskih mudžahedinov, za katere se domneva, da stojijo za eksplozijo v Petkovi mošeji in eksplozijo v nemški pekarni Pune. Viri so povedali, da naj bi glavni mož Imran bombo podstavil v avto pred mošejo. Septembra 2013 so poročali, da sta Yasin Bhatkal, vodja skupine, skupaj z Assadullahom Akhtarjem aretirana mesec prej in sta priznala, da sta izvedla napad s pakistanskim državljanom Waqasom, ki je bil na begu. Yasin je dejal, da mu je vodja IM iz Karačija Riyaz Bhatkal naročil, naj opravi nalogo, saj je imam dovolil "polgole" tujce notri.

## Arhitektura
Petkova mošeja je bila zgrajena kot del nove prestolnice Šah Džahana v Delhiju, Šahdžahanabad. V času izgradnje je bila največja mošeja na indijski podcelini. Šah Džahan je trdil, da je bila mošeja oblikovana po Petkovi mošeji v Fatehpur Sikriju, kar se odraža v oblikovanju številnih zunanjih elementov, kot sta fasada in dvorišče. Vendar je notranjost mošeje bolj podobna Petkovi mošeji v Agri. V mošeji je pretežno uporabljen rdeči peščenjak, od svojih predhodnic pa se loči po obsežnejši uporabi belega marmorja. Črni marmor se uporablja tudi kot dekorativni element. Arabske in perzijske kaligrafije najdemo na različnih površinah stavbe, katerih vsebina sega od verske do panegirične.
Ker je bila zgrajena na hribu, mošeja stoji na podstavku, dvignjenem 10 metrov nad okoliškim mestom. Kompleks je usmerjen na zahod, proti Meki. Cesarski kolidž, cesarski dispanzer in medresa so nekoč stali poleg stavbebe, vendar so bili uničeni v uporih leta 1857.

### Vhodi
V mošejo se dostopa skozi tri vrata iz peščenjaka. Najvidnejša med njimi so trinadstropna visoka vzhodna vrata, ki so v zgodovini delovala kot šahi (kraljevi) vhod, rezervirana samo za uporabo cesarja in njegovih sodelavcev. Druga dva vhoda so severna in južna vrata, ki so visoka dve nadstropji in jih je uporabljalo splošno prebivalstvo. Vsaka vrata spremljajo tristrane stopnice iz peščenjaka z belimi oznakami, ki označujejo položaje za molitev. Kabinet, ki je pri severnih vratih, ima zbirko Mohamedovih relikvij – Koran, napisan na jelenovi koži, prerokovo rdečo brado, njegove sandale in odtise stopal, vdelane v marmorni blok.

### Dvorišče
Kvadratno sahn - dvorišče - je tlakovano z rdečim peščenjakom in gleda proti vzhodnim vratom. Ima stransko dolžino najmanj 99 m in lahko sprejme 25.000 vernikov. V središču leži marmorna umivalnica, ki meri 17 m v dolžino in 15 m v širino. Ob robovih dvorišča potekajo odprte arkade, skozi katere je vidna okolica mošeje. Čhatri označuje štiri vogale dvorišča, ki se dvigajo nad arkadami.

### Molitvena dvorana
Molilnica meri 61 metrov v dolžino in 27 metrov v širino. Iz njene strehe se dvigajo tri marmorne kupole z zlatimi zaključki. Pročelje molitvene dvorane ima v središču veličasten pištak, ki ga na obeh straneh obdaja pet manjših zaokroženih lokov. Nad vsakim obokom molitvene dvorane je nekaj kaligrafskih del. Notranjost dvorane nosi sedem mihrabov (molitvenih niš) na zahodni steni kible, kar ustreza sedmim obokom, na katere je dvorana razdeljena. Osrednji mihrab je zapleteno okrašen in oblečen v marmor, z marmornim minbarjem (prižnica), ki leži na njegovi desni strani. Dvorana je obložena z belim in črnim ornamentiranim marmorjem, da je videti kot muslimanska molitvena preproga.

### Minareti
Kupole mošeje obkrožata dva minareta iz peščenjaka na severovzhodnem in jugovzhodnem vogalu. Visoka sta 40 metrov in vzdolžno črtasta z belim marmorjem. Vsak minaret je sestavljen iz 130 stopnic, vzdolž katerih so na treh mestih razgledne galerije. Oba minareta sta pokrita z marmornim čhatrijem.

## Galerija
- Detajl intarzije notranjih obokov
- Fasada
- Bazen
- Detajl balkona
- Dvorišče
- Dvorišče
- Dvorišče
- Zunanja stena